# Impasse Saint-Claude
L'impasse Saint-Claude est une voie située dans le quartier des Archives du 3e arrondissement de Paris.

## Situation et accès
Elle débute au no 14 rue Saint-Claude et se termine en impasse.
L'impasse Saint-Claude est desservie par la ligne 8 à la station Saint-Sébastien — Froissart.

## Origine du nom
Elle tient son nom de sa proximité avec la rue Saint-Claude.

## Historique
La voie est ouverte au milieu du XVIIe siècle sur un terrain appartenant au couvent des Célestins. Elle est nommée, alors, « rue Célestines » jusqu’au XVIIIe siècle.
Après avoir porté les noms de « cul-de-sac des Remparts », « cul-de-sac Saint-Claude », « impasse Saint-Claude-au-Marais », la voie prend son nom simplifié en 1881.

## Bâtiments remarquables et lieux de mémoire
- L'impasse débouche sur l'église Saint-Denis-du-Saint-Sacrement.

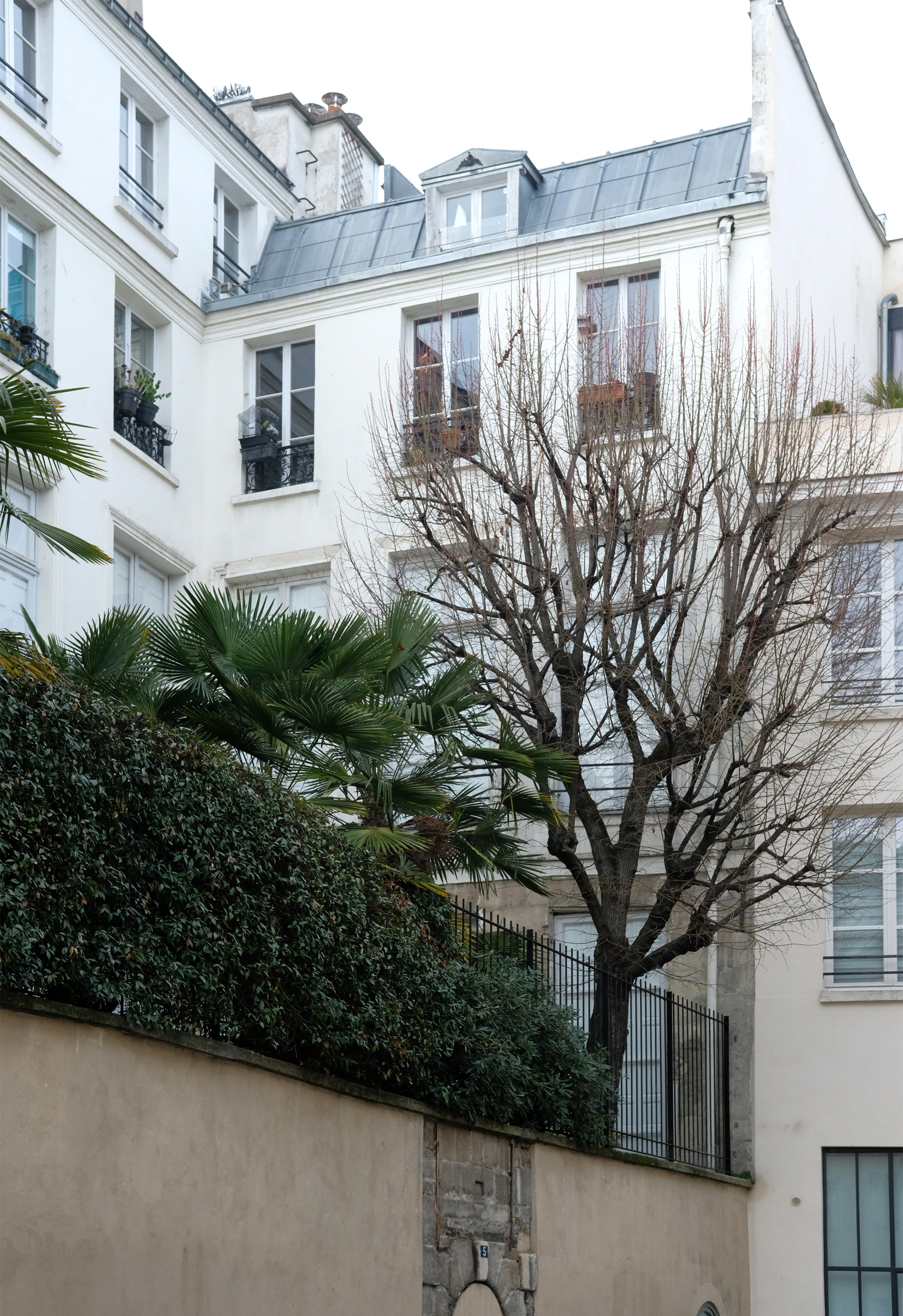
Jardin particulier au fond de l'impasse.
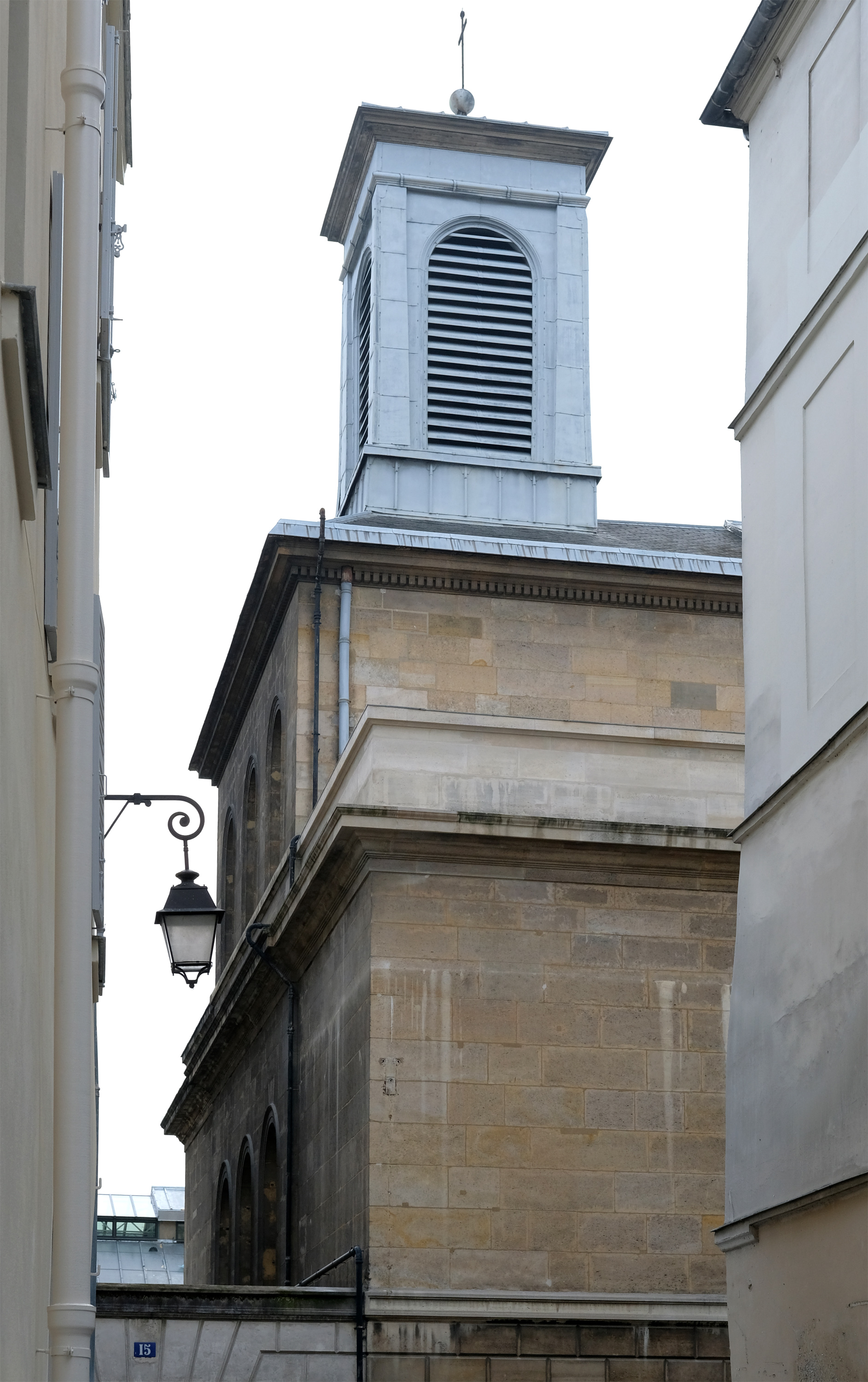
Clocher de l'église Saint-Denis-du-Saint-Sacrement vu depuis l'impasse Saint-Claude.